# Cisticola troglodytes
El cistícola zorruno (Cisticola troglodytes) es una especie de ave paseriforme de la familia Cisticolidae propia de África central y oriental.

## Distribución y hábitat
Es nativo de la República Centroafricana (Bozoum y el parque nacional del Manovo-Gounda St. Floris), República Democrática del Congo (parque nacional Garamba), Etiopía (parque nacional Gambela), Kenia (monte Elgon), Sudán del sur (Montañas Ashana-Bandingilo-Dinder-Imatong y Juba) y Uganda (parque nacional del Valle de Kidepo, bosque del monte Kie, reserva forestal del monte Moroto y la reserva forestal del Monte Otzi). También es una especie divagante en Malí. 
Su hábitat natural son los bosques tropicales, sabana seca, y praderas inundables tropicales.